# Malinné (lyžařské středisko)

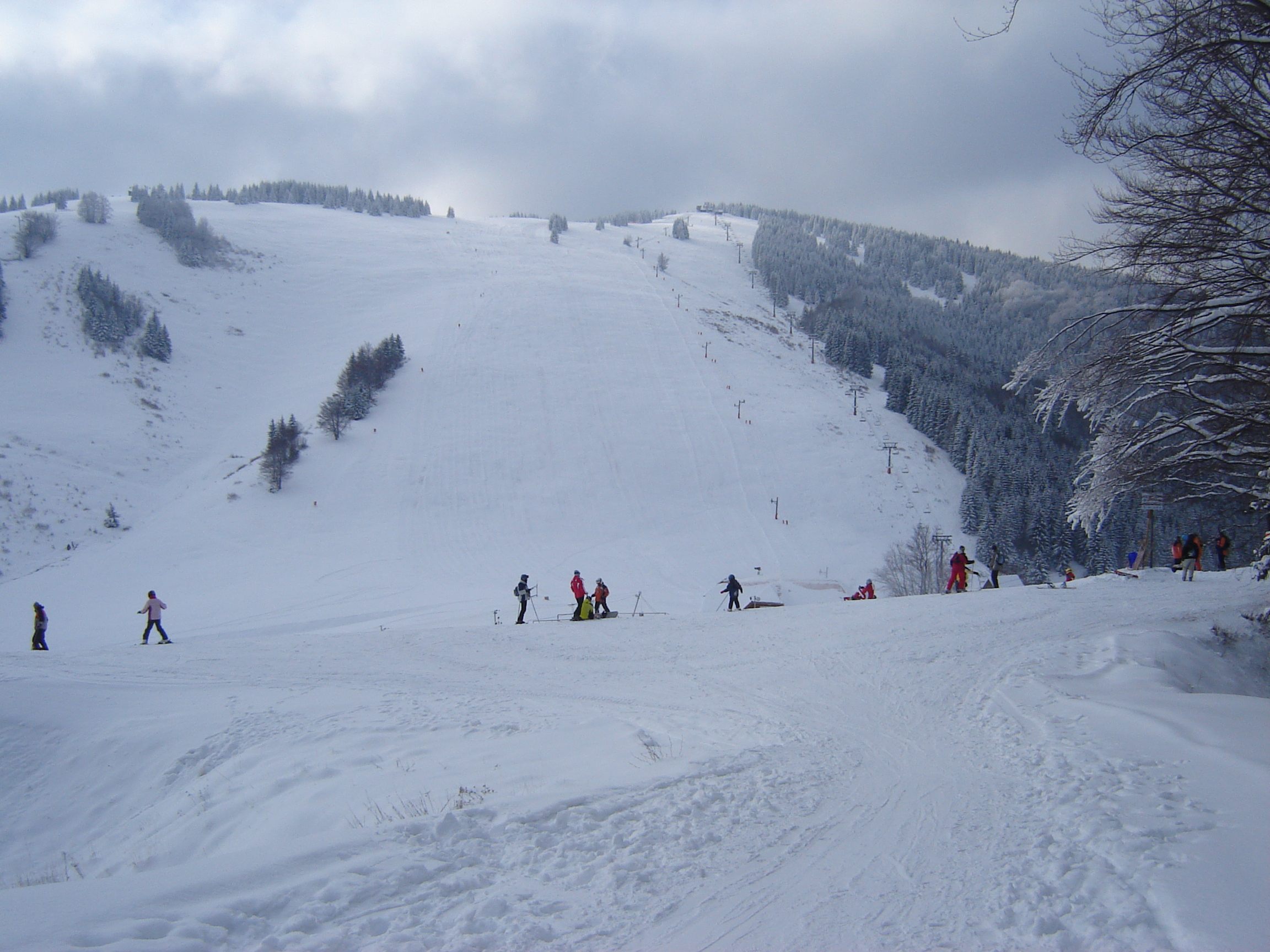
Hlavní lyžařský svah

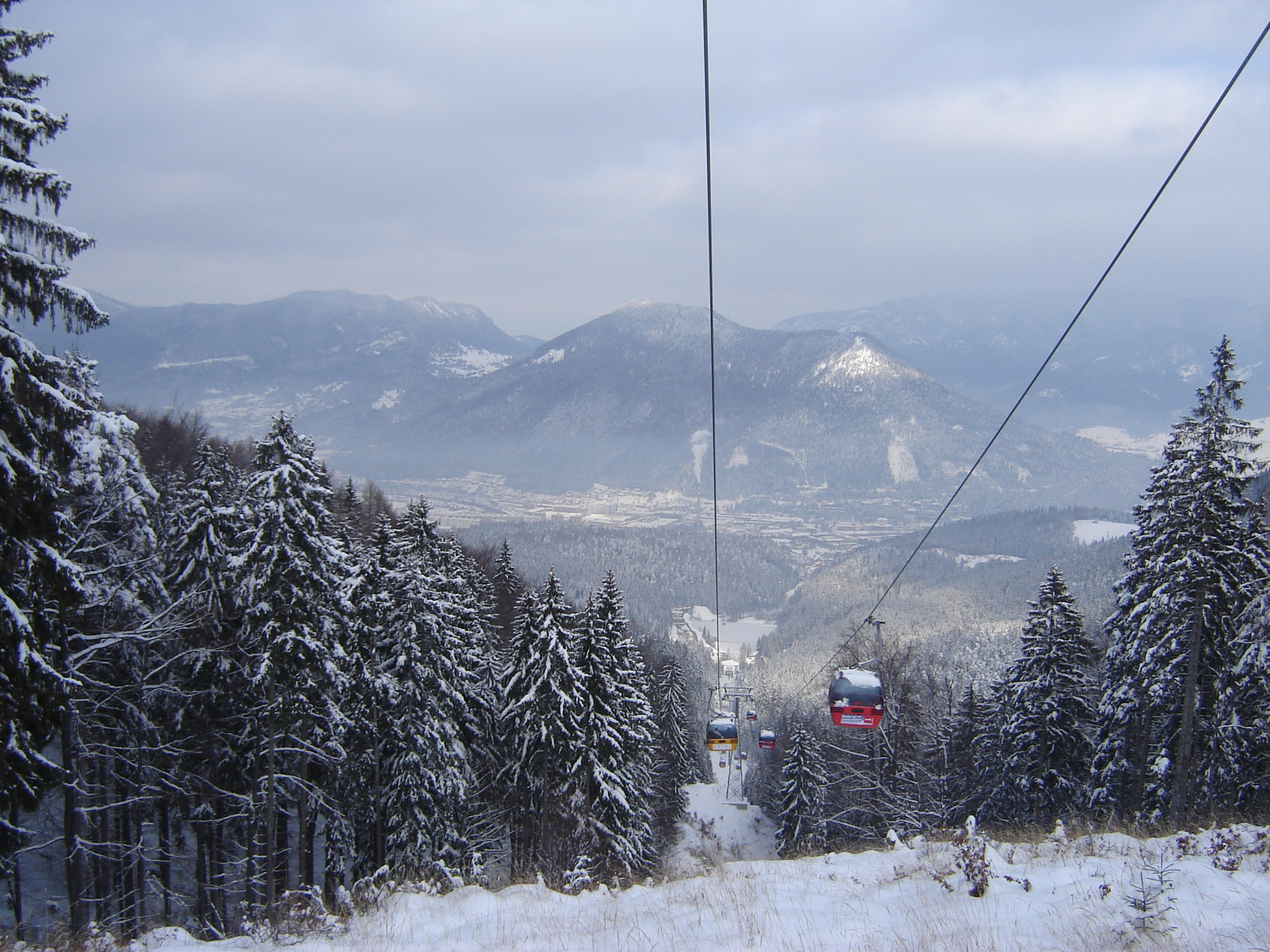
Kabinková lanovka

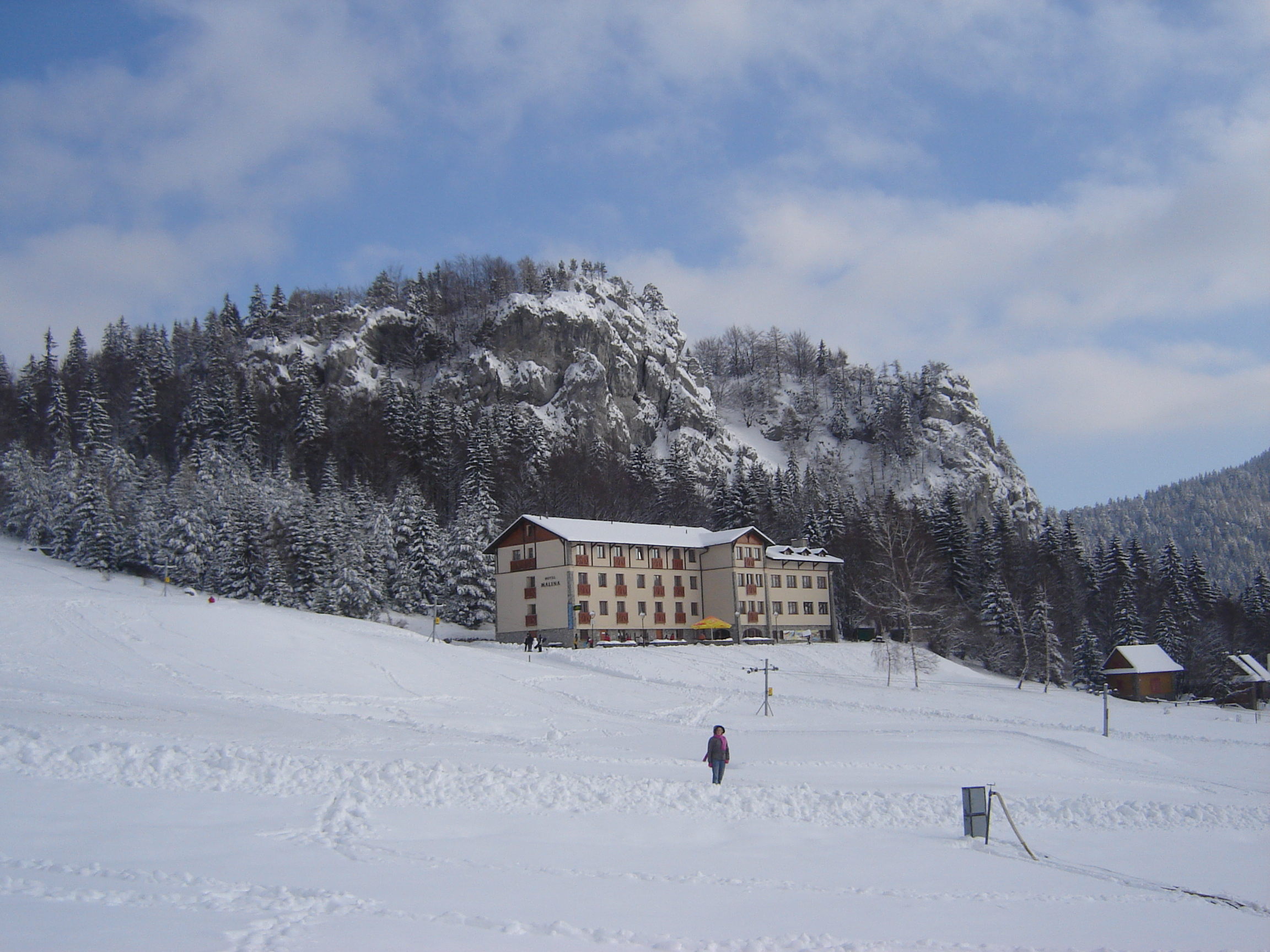
Hotel Malina

Malinné nebo Malinô Brdo nebo Skipark Ružomberok je lyžařské středisko nacházející se v pohoří Velká Fatra u Ružomberku. Malinô Brdo se řadí mezi oblíbená slovenská lyžařská střediska.

## Dějiny
Počátky lyžařského střediska sahají do druhé poloviny 20. století, kdy byl vybudován hotel Malina. Dne 21. července 1964 byl vydán souhlas Městského národního výboru v Ružomberku ke stavbě kabinkové lanovky z Hrabova.
Na podzim roku 1996 vznikla společnost SKIPARK Ružomberok a. s. V tomto období dochází ke snaze přilákat turisty a dochází k modernizaci technického vybavení střediska. V letech 2001 až 2002 byla zcela vyměněna lanovka Hrabovo - Malinô Brdo, kdy byly 6místné kabinky nahrazeny 8místnými. Velká část těchto investic pochází od ruských a běloruských majitelů, kteří ale později o svůj většinový podíl v soudních přích přišli.

## Sjezdové tratě
Škála sjezdových tratí je široká. Jejich délka se pohybuje od 130 m až do 1200 m. Sjezdové tratě těchto délek se nacházejí přímo v lokalitě střediska Malina-Brda. Kromě toho se zde nachází 3900 m dlouhá sjezdovka, která začíná u Maliny a končí v Hrabově u údolní stanice kabinkové lanovky.

## Dopravní zařízení
V lyžařském středisku se nachází již zmíněná kabinová lanová dráha z Hrabova o délce 1770 m, která slouží i jako jedna ze základních komunikaci kromě cesty, jejíž používání motorovými vozidly je pouze na povolení města Ružomberok. V roce 2001 a 2002 byla vybudována sedačková lanovka o délce 1120 m vedoucí na vrchol masivu Malinô Brdo (Malinné). Kromě toho se ve středisku nachází 8 lyžařských vleků s délkou od 70 do 1000 m.

## Přístup
Po modře značené cestě z Ružomberku přes Kalvárii. Zeleně značená cesta po takzvané královské cestě z Ružomberku obchází vrchol z jihovýchodu. Těsně pod vrcholem se v lese nachází bývalá podniková chata cihelen. Z vrcholu je kruhový výhled a nachází se zde konečná stanice čtyřsedačkové lanovky.